# Pessino
Pessino, Pessinunte ou Pessinonte (em latim: Pessinus; em grego clássico: Πεσσινούς ou Πισσινούς; romaniz.: Pessinoús ou Pissinoús) foi uma cidade da Ásia Menor, situada no curso superior do rio Sangário, atualmente no distrito de Sivrihisar, província de Esquixequir, Turquia. A cidade ficava aos pés do Monte Agdistis onde estaria enterrado Átis.

## Mitologia
Nesta cidade se localizava a fonte de Midas, cuja água o esse rei misturou com vinho para capturar Sileno.

## História
Durante a invasão gaulesa da Grécia, os gauleses invadiram a região. Eles tinham 17 líderes, os mais importantes sendo Leonório e Leotário; eles terminaram se estabelecendo na Galácia,  a dividindo em três partes, uma para cada tribo: os trocmos em Ancira (atual Ancara), os tolistóbogos em Távio e os tectósagos em Pessino.
Ancira e Pessino foram conquistadas por Pérgamo. Os habitantes de Pessino, à época de Pausânias, não comiam carne de porco, porque Átis havia sido morto por um javali.